# Mexikanische Badmintonmeisterschaft 1963
Die Mexikanische Badmintonmeisterschaft 1963 fand in Mexiko-Stadt statt. Es war die 17. Auflage der nationalen Titelkämpfe von Mexiko im Badminton.

## Titelträger
| Disziplin    | Sieger                           |
| ------------ | -------------------------------- |
| Herreneinzel | Sergio Fraustro                  |
| Dameneinzel  | Carolina Allier                  |
| Herrendoppel | Antonio Rangel Raúl Rangel       |
| Damendoppel  | Carolina Allier Ernestina Rivera |
| Mixed        | Antonio Rangel Carolina Allier   |